# 你看起來很好吃 (動畫電影)
《你看起來很好吃》（日语：おまえうまそうだな）是2010年10月上映的日本動畫電影，改編自繪本作家宮西達也以恐龍為題材所創作的同名繪本。

## 作品簡介
動畫版內容以宮西達也的《霸王龍繪本系列》首篇同名作品《你看起來很好吃》為主外，另包含取材於該系列第三篇描述一對霸王龍與薄板龍之間友情關係的《你真好》；以及第四篇關於一頭被草食性慈母龍養大的霸王龍、之間親情關係的《你永遠是我的寶貝》等。
劇情為一頭雌性慈母龍發現河川中有一顆被遺棄的恐龍蛋，之後將蛋取回扶養。而之後雖然發現蛋裡破殼而出的幼龍為肉食性的霸王龍時，該名慈母龍仍願意將牠養大並將牠取名為哈特。而原先認定自身亦為草食性恐龍的哈特，某日因被一件意外事件發現自己實為肉食性恐龍的身份、在難以承受刺激之下而離開家人獨自生活。
長大後的哈特便過著肉食性恐龍天生的獵狩生活，而某日在平地上看到一個剛破殼而出的甲龍寶寶時；哈特便想一口吞下該甲龍寶寶並脫口說出「你看起來很好吃」後，該頭甲龍寶寶卻誤會哈特為牠的親生父親並且是在替牠取名為「很好吃」、便親密地靠近哈特身上。
見到甲龍寶寶如此行為的哈特隨後便無奈地暫時充當牠的父親並與牠一同生活行動，而在過程中哈特慢慢開始對甲龍寶寶產生親密的感情。

## 登場角色
哈特（配音：山口勝平、愛河里花子（幼龍時期） 台灣：梁興昌、劉凱寧（幼龍時期））
本作主角，一頭由草食性慈母龍養大的霸王龍，在得知自己實際為肉食性霸王龍身份後便離開原先所待的慈母龍家庭、以獨來獨往的方式自居。
很好吃（配音：加藤清史郎 台灣：雷碧文）
一頭年幼的甲龍幼龍，認定哈特為自己的父親，之後與哈特一同行動並接受牠各種生活方面的教誨。
媽媽（配音：原田知世 台灣：劉凱寧）
扶養哈特長大的溫柔慈母龍。
萊特（配音：川島得愛、折笠富美子（幼龍時期）台灣：吳文民、雷碧文（幼龍時期））
由哈特的母親親生的雄性慈母龍，在哈特小時以作為牠哥哥的身份存在。
剛薩（配音：桐本琢也）
與哈特之間有過節，為死對頭關係的霸王龍。
霸克（配音：別所哲也）
身材巨大、頗具威嚴、右眼有著傷痕的霸王龍，為平原上霸王龍群的領導者。是哈特的親生父親。
貝可爺爺（配音：矢田稔）
一頭年老而不方便移動的霸王龍，平時臥在地上以身旁四周的紅色植物果子果腹，知道哈特的身世，卻始終沒告訴他。
貝羅貝羅（配音：川村萬梨阿）
一頭在西方海域生活的薄板龍，曾救了意外掉落海底的哈特，之後因彼此互相幫助而產生了友情。

## 製作人員
- 原作：宮西達也
- 導演、分鏡圖：藤森雅也
- 影片製作人：尾崎穩通
- 劇本：村上修、神野浩昌
- 角色設計、總作畫指導：柳田義明
- 作畫指導：關根昌之、高橋信也、大杉宜弘、增田敏彦、加來哲郎、須藤昌朋、西岡夕樹、山中純子、船越英之、野武洋行
- 執導協助：根岸宏樹、大庭秀昭
- 美術指導：中村隆
- 美術設定：關根昌之
- 色彩設計：村田惠里子
- 撮影指導：齋藤秋男
- 剪輯：佐野由里子
- 配樂：寺嶋民哉
- 音響指導：三間雅文、中嶋聰彦
- 錄音：瀨川徹夫
- 音響效果：倉橋静男
- 動畫製作：亞細亞堂
- 製作：TMS娛樂
- 配給：東京Theatres
- 你看起來很好吃製作委員會 - TMS娛樂、亞細亞堂、白楊社、Kids Station、Happinet、Sonia、東京Theatres、MediaNet

## 片中歌曲

### 插入曲
哈特的搖籃曲
- 演唱：木村真紀

HeartBeat
- 演唱：宙太

### 片尾曲
與你一同的時光裡
- 作詞、演唱：平原綾香
- 作曲、編曲：小林信吾

## 票房
此電影在日本首週上映時，拿下該週第十名的票房成績。

## 評價
美國《史密森尼》雜誌的投稿文章上表示《你看起來很好吃》是相當可愛的作品、且講述由草食性恐龍養育肉食性恐龍的劇情內容是在以恐龍為題材電影裡少有的。

## 播放電視台
| 東森幼幼台 星期六 21:00-22:30節目 | 東森幼幼台 星期六 21:00-22:30節目 | 東森幼幼台 星期六 21:00-22:30節目 |
| --------------------------------- | --------------------------------- | --------------------------------- |
|                                   | 你永遠是我的寶貝 （2016年6月4日） |                                   |
| 萌學園6復活之戰S6,#5              | 我們這一家S1,#180                 |                                   |

## 外部連結
- 互联网电影数据库（IMDb）上《你看起來很好吃》的资料（英文）